# Chang Chanchiu
Chang Chanchiu, född 7 januari 1914, var en friidrottare från Kina. Han deltog vid olympiska sommarspelen 1936.